# 1641.
◄ | 16. stoljeće | 17. stoljeće | 18. stoljeće | ►
◄ | 1610-ih | 1620-ih | 1630-ih | 1640-ih | 1650-ih | 1660-ih | 1670-ih | ►
◄◄ | ◄ | 1638. | 1639. | 1640. | 1641. | 1642. | 1643. | 1644. | ► | ►►
Arhitektura • Astronomija • Glazba • Kazalište • Kiparstvo • Knjige • Književnost • Kršćanstvo • Medicina • Politika • Pravo • Promet • Slikarstvo • Znanost

## Događaji
- 23. listopada – U Sjevernoj Irskoj katolički su Irci ubili tisuće engleskih i škotskih doseljenika koji su 1609. došli na otok. Tome je u Londonu, 12. svibnja prethodilo pogubljenje irskog namjesnika Thomasa Wentwortha, Earla od Strafforda.

## Rođenja
- 4. veljače – Jerolim Kavanjin, hrvatski književnik († 1714.)
- mjeseca svibnja – Janez Vajkard Valvasor, slovenski zemljopisac i polihistor († 1693.)

## Smrti
- 9. prosinca – Anthonis van Dyck, flamanski slikar (* 1599.)
- 13. prosinca – Ivana Franciska de Chantal, francuska svetica (* 1572.)

## Vanjske poveznice
|  | Zajednički poslužitelj ima još gradiva o temi 1641. |